# David Walsh (Autor)
David Walsh (* 1. August 1949 in New York City) ist ein US-amerikanischer Journalist und politischer Autor.
Walsh ist Kulturredakteur der World Socialist Web Site seit ihrem Start im Januar 1998. Er befasst sich häufig mit Filmen und der Filmindustrie.

## Veröffentlichungen
- Der Bolschewismus und die Künstler der Avantgarde in: Vierte Internationale. Zeitschrift für internationalen Marxismus, Ausgabe Herbst 1993/1994 (Jg. 20), ISSN 0259-5818 (Teil 1, Teil 2)
- French Workers in Revolt: A New Stage in the Class Struggle, November–December 1995. ISBN 1-973045-22-4, deutsch: Frankreich im Aufstand : die Streikbewegung vom November/Dezember 1995. ISBN 3-88634-067-8
- The Aesthetic Component of Socialism. 1998, ISBN 978-1-875639-23-6, deutsch: Die ästhetische Komponente des Sozialismus
- Hollywood Honors Elia Kazan: Filmmaker and Informer. 1999, ISBN 0-929087-98-4
- The Detroit Symphony Strike and the Defense of Culture in the US. 2010, ISBN 978-1-893638-10-5
- The Sky Between the Leaves. Film Reviews, Essays and Interviews 1992–2012. 2013, ISBN 978-1-893638-27-3